# Andrej Bubnov
Andrej Sergejevič Bubnov (rusky Андрей Сергеевич Бубнов; 22. březnajul./ 3. dubna 1884greg., Ivanovo – 1. srpna 1938, Moskva) byl bolševický vůdce a člen Levé opozice.

## Životopis

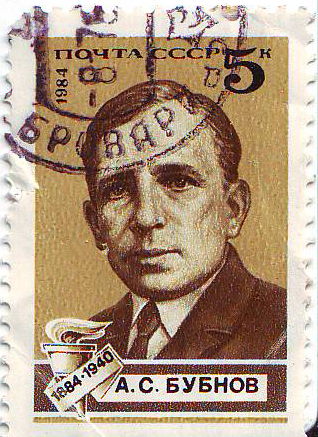
Bubnov na poštovní známce z roku 1984

### Revolucionář
Andrej Bubnov se narodil v Ivanovu do rodiny obchodníka. Studoval na moskevském agrárním institutu a v roce 1903 se připojil k Ruské sociálně demokratické dělnické straně. Když se téhož roku strana rozdělila na bolševiky a menševiky, dal Bubnov přednost prvně jmenované frakci.
V roce 1909 se Bubnov stal bolševickým agentem v Moskvě, ale následující rok byl uvězněn. Po propuštění začal organizovat bolševickou konferenci v Nižním Novgorodu a přispívat do stranického deníku Pravda.

### Politik
Roku 1916 byl Bubnov zatčen a poslán na Sibiř. Do Moskvy se vrátil po únorové revoluci. Připojil se k moskevskému sovětu a spolu se Zinověvem, Kameněvem, Leninem, Sokolnikovem, Stalinem a Trockým stal jedním ze sedmi členů politbyra. Jako člen vojenského revolučního výboru pomohl Bubnov organizovat říjnovou revoluci.
Během ruské občanské války se Bubnov připojil k Rudé armádě a bojoval na Ukrajinském frontu. Po Leninově smrti roku 1924 se stal členem Levé opozice.
Roku 1923 Bubnov podepsal Deklaraci 46, následující rok však podporoval Stalina, za což byl odměněn postem lidového komisaře pro vzdělávání, v němž nahradil Anatolije Lunačarského.

### Smrt
Roku 1937 byl Bubnov vyloučen z politbyra, později byl zatčen a 1. srpna 1938 popraven. Roku 1956 byl rehabilitován.

## Vyznamenání
- Řád rudého praporu
- Leninův řád